# Добуток
Добу́ток — результат дії множення.
Наприклад, у виразі
5 × 4 = 20
20 — добуток, а числа 5 і 4 називаються множниками.

## Позначення
Добуток чисел позначається символом × або крапкою · в середині рядка, що є знаками множення. Наприклад,
5 × 4 = 5 · 4 = 20
В алгебраїчних виразах знаки множення здебільшого упускаються, наприклад:
a × b = a · b = ab
4 × a = 4 · a = 4a
Для позначення добутку членів певної послідовності використовується знак {\displaystyle \prod }, наприклад,
{\displaystyle \prod _{i=1}^{N}a_{i}=a_{1}a_{2}\ldots a_{N}}
означає добуток членів послідовності від першого до N-го.
Добуток нескінченого числа членів позначається
{\displaystyle \prod _{i=1}^{\infty }a_{i}}
В мовах програмування добуток позначається здебільшого астериском *, наприклад
2*3.14* bar
де bar — ідентифікатор змінної.